# اریک کلیتون
اریک کلیتون (انگلیسی: Eric Clayton؛ زادهٔ december ۱, ۱۹۶۷ (۵۷ سال)) یک موسیقی‌دان اهل ایالات متحده آمریکا است.